# 玉田县
玉田县在中國河北省东部，是唐山市下辖县，位于唐山市西北。縣人民政府駐玉田鎮北環西路1199號。
玉田古为无终县地，隋代时无终县已改名渔阳县，唐代时今玉田县地从渔阳县析出并在建县的最初三十年称“无终县”，旋改名玉田并维持至今，“玉田”一名源自「阳伯雍无终山种玉」之故事（无终山位于时渔阳县今天津蓟州区境内）。

## 行政区划
玉田县下辖1个街道办事处、17个镇、3个乡：
无终街道、玉田镇、亮甲店镇、鸦鸿桥镇、窝洛沽镇、石臼窝镇、虹桥镇、散水头镇、林南仓镇、林西镇、杨家板桥镇、彩亭桥镇、孤树镇、大安镇镇、唐自头镇、郭家屯镇、杨家套镇、陈家铺镇、林头屯乡、潮洛窝乡和郭家桥乡。

## 人口
根据(河北省)唐山市第七次全国人口普查公报显示玉田县常住人口为664906人，年龄结构中0-14岁占比18.23%，15-59岁占比59.19%，60岁以上占比22.58%，65岁以上占比16.69%。

## 交通
玉田是该地区的交通交汇点，其中公路方面 102国道与许多省道在此相连接，有2个 京哈高速的出入口，分别为111km处的石臼窝出口和127km处的鸦鸿桥出口。有2个 京秦高速的出入口。分别位于玉田城西和玉田城北。
铁路方面，普速铁路有货运为主的大秦铁路和客货混运的京哈铁路，分别设站于城北（玉田北站）和城区（玉田县站）。高速铁路方面，京唐城际铁路于石臼窝镇附近设立玉田南站；尚在规划阶段的津承城际铁路或在唐自头镇附近设玉田西站。
著名人物：
- 于文華： 著名歌唱家

- 叢維熙（一九三三年至二零一九年）：知名作家，代表作品有《走向混沌》（共四部），《悲情三部曲》

- 賈蘭坡（一九零八年至二零零一年），已故的古脊椎動物與古人類學家，因為發現「北京人」遺址的貢獻鉅大，被學術界尊稱為「北京人之父」

## 链接
净觉寺 (玉田)